# Umm Ruwaba
Umm Ruwaba anche scritto Umm Ruwabah è una città nella wilaya sudanese del Kordofan Settentrionale ed è la capitale dell'omonimo distretto di Umm Ruwaba.
Il distretto ha una popolazione di 373.000 abitanti e un'estensione di 2,3 milioni di ettari. I suoi due principali gruppi etnici sono i Gawamma e i Shanabla.
La città di Umm Ruwaba è collocata nella regione semi-arida del Sahel ed è perciò sottoposta a lunghi periodi di siccità e carestia. La carestia del 1983-1985 è stata una delle peggiori ed ha apportato gravi danni all'economia di questa città. Una delle principali attività economiche di questa città consiste nella coltivazione del miglio e del grano (sorghum) per uso domestico e del sesamo per la rivendita nei mercati locali. Le precipitazioni, da queste parti, variano da 300 a 450 millimetri di pioggia annua.